# Памятник жертвам белогвардейского мятежа

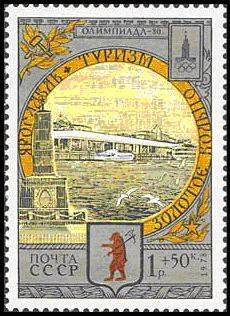
Памятник на марке. 1980 год.

Памятник «жертвам белогвардейского мятежа». Находится в Ярославле в Демидовском саду, вблизи Советской площади.
Архитекторы К. А. Козлова и М. Ф. Егоренков.
Памятник воздвигнут над могилой большевиков, убитых в дни Ярославского восстания 1918 года. Его открытие приурочено к 40-летию событий 1918 года. Сооружён на месте старого деревянного памятника, установленного ещё в 1918 году. Памятник открыт 21 июля 1958 года.
Памятник представляет собой строгую траурную стелу из чёрного камня лабрадорита (разновидность основных магматических горных пород).